# Discophora guianensis
Discophora guianensis là một loài thực vật có hoa trong họ Stemonuraceae. Loài này được Miers mô tả khoa học đầu tiên năm 1852.